# Juegos Bolivarianos de la Juventud

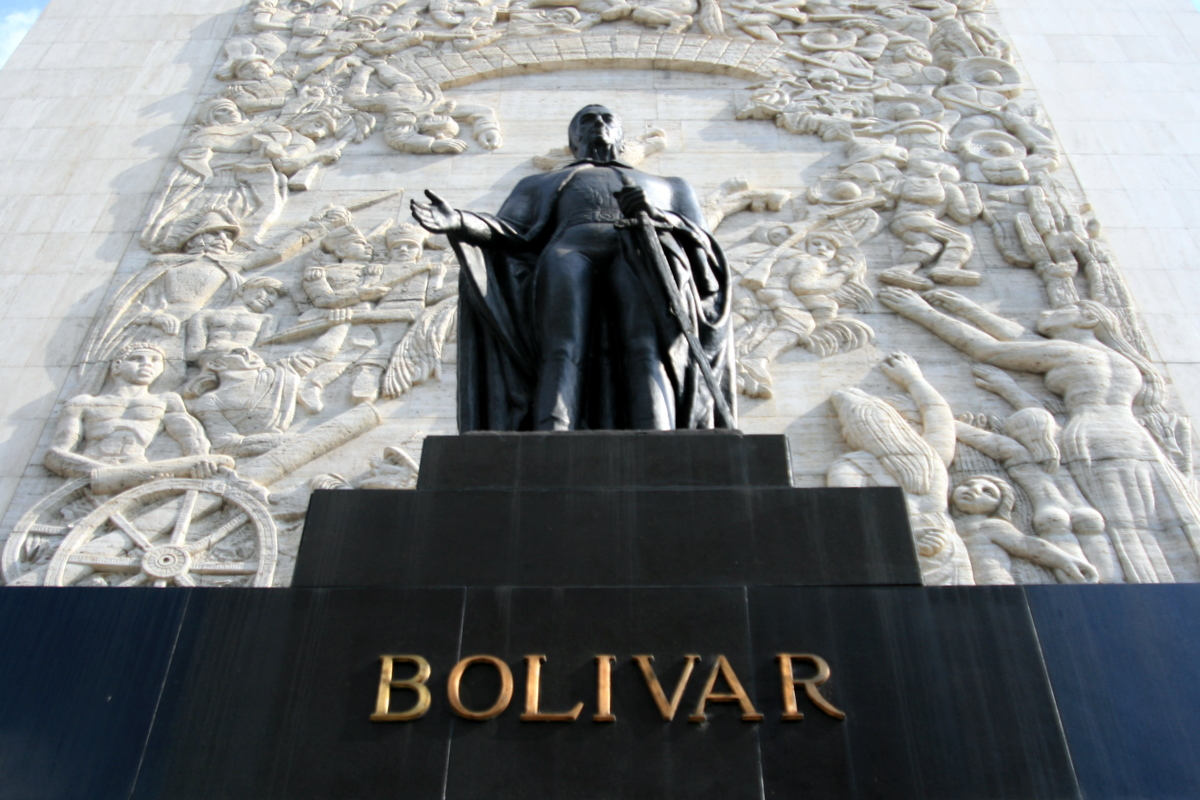
Simón Bolívar, Libertador de los países bolivarianos.

Los Juegos Bolivarianos de la Juventud son un evento deportivo multidisciplinario que se lleva a cabo a nivel regional cada cuatro años entre las naciones bolivarianas, aquellas que lograron su independencia gracias al Libertador Simón Bolívar. En las justas participan Bolivia, Chile, Colombia, Ecuador, Panamá, Perú, Venezuela y algunos países invitados.
Los Juegos son organizados por la Organización Deportiva Bolivariana (ODEBO), dependiente de la Organización Deportiva Panamericana (ODEPA).

## Ediciones
| Año  | Evento                 | Sede                 | Sede                 | Duración         | Países | Deportes | Atletas | País ganador |
| ---- | ---------------------- | -------------------- | -------------------- | ---------------- | ------ | -------- | ------- | ------------ |
| 2024 | I Juegos Bolivarianos  | Bandera de Bolivia   | Bandera de Bolivia   | 4 al 14 de abril | 7      | 24       | 1500    | Colombia     |
| 2024 | I Juegos Bolivarianos  | Sucre                | Bolivia              | 4 al 14 de abril | 7      | 24       | 1500    | Colombia     |
| 2026 | II Juegos Bolivarianos | Bandera de Venezuela | Bandera de Venezuela | noviembre        |        |          |         |              |
| 2026 | II Juegos Bolivarianos | Caracas              | Venezuela            | noviembre        |        |          |         |              |